# 1150년대
1150년대는 1150년부터 1159년까지를 가리킨다.